# International Emmy Award
De International Emmy Award is een Amerikaanse televisieprijs die uitgereikt wordt door de International Academy of Television Arts and Sciences voor programma's die gemaakt werden buiten de Verenigde Staten. De prijs wordt jaarlijks uitgereikt in november in New York.

## Categorieën

### Programma
- Kunstprogramma
- Komedieserie
- Lopende zaken
- Documentaire
- Dramaserie
- Nieuws
- Niet-Engelstalig Amerikaans programma
- Entertainment
- Telenovelle
- Korte serie
- Miniserie

### Prestatie
- Acteur
- Actrice

### Kinderen
- Kids: Preschool
- Kids: Animatie
- Kids: Digitaal
- Kids: Feiten
- Kids: Non-Scripted Entertainment
- Kids: Series
- Kids: Tv-film/miniserie

### Digitaal
- Digitaal Programma: Kinderen en jongeren
- Digitaal Programma: Fictie
- Digitaal Programma: Non-fictie

## Belgische winnaars
- 2011 - Benidorm Bastards, VTM
- 2014 - Wat als?, 2BE
- 2017 - Sorry voor alles, VRT 1
- 2018 - Hoe zal ik het zeggen?, VTM
- 2020 - Nachtraven; Ketnet
- 2021 - Tekens van leven, Ketnet
- 2024 - Restaurant Misverstand, VRT 1